# Charhorod
Charhorod (en ukrainien : Шаргород) ou  Chargorod (en russe : Шаргород ; en polonais : Szarogród) est une ville de l'oblast de Vinnytsia, en Ukraine. Sa population s'élevait à 6 981 habitants en 2014.

## Géographie
Charhorod est arrosée par la rivière Mourachka et se trouve à 63 km au sud-ouest de Vinnytsia et à 260 km au sud-ouest de Kiev.

## Histoire

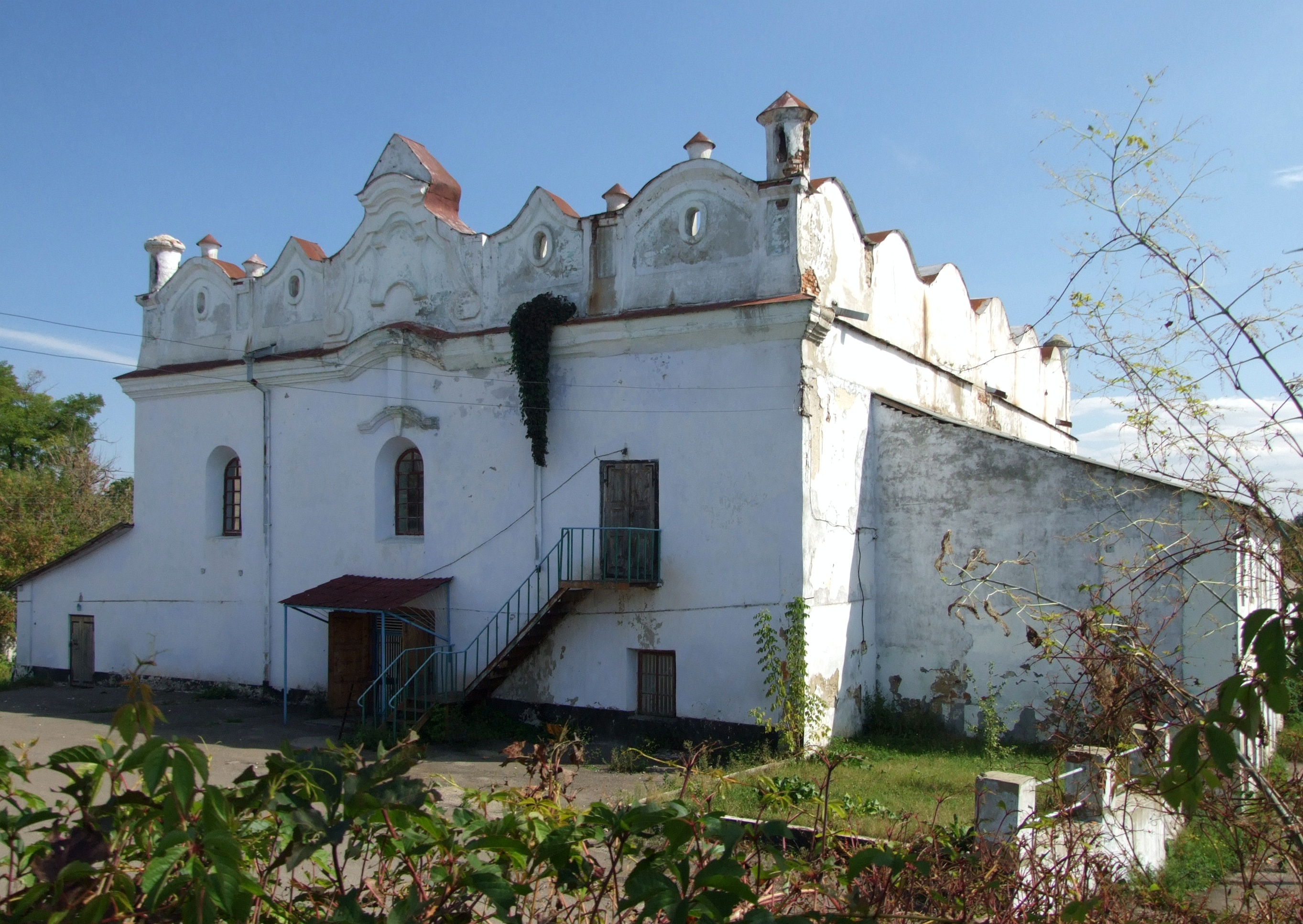
La synagogue de Charhorod.

La première mention de la ville remonte à 1383. Elle reçut des privilèges urbains (droit de Magdebourg) en 1588. En 1923, elle devint une commune urbaine.
La ville est un Shtetl, la population juive est majoritaire (1 664 personnes en 1939 soit 74,6 % de la population totale). Lors de la Seconde Guerre mondiale, les Juifs sont enfermés dans un ghetto où ils moururent du typhus et aux travaux forcés dans le camp de Trikhaty).
Elle a le statut de ville depuis 1985.

## Population
Recensements (*) ou estimations de la population :
| 1923* | 1926* | 1959* | 1970* | 1979* |
| ----- | ----- | ----- | ----- | ----- |
| 2 446 | 4 415 | 3 202 | 3 371 | 4 029 |

| 1989*  | 2001* | 2012  | 2013  | 2014  |
| ------ | ----- | ----- | ----- | ----- |
| 10 570 | 7 161 | 6 960 | 6 975 | 6 981 |